# Jean-Pierre Jarier

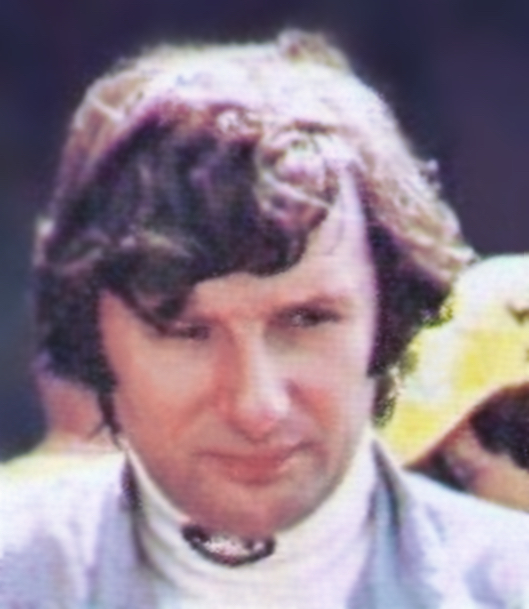
Jean-Pierre Jarier in 1976

Jean-Pierre Jacques Jarier (Charenton-le-Pont, 10 juli 1946) is een voormalig Frans Formule 1-coureur. 
Hij reed tussen 1971 en 1983 143 Grands Prix voor de teams March Engineering, Shadow Racing Cars, Penske Racing, Ligier, ATS, Lotus, Tyrell Racing en Osella waarin hij 3 podia, 3 pole positions, 3 snelste rondes en 31,5 punten scoorde.
Ook vervulde hij een rol als stuntman in de film Ronin (1998).